# Mostly Autumn
Mostly Autumn är en brittisk musikgrupp, bildad 1996, som mestadels spelar 70-tals-inspirerad rockmusik. Gruppen har bland annat gjort sig kända genom att inspireras av Tolkiens värld när de 2001 släppte albumet Music Inspired by The Lord of the Rings.

## Medlemmar
Nuvarande medlemmar
- Bryan Josh – sång, gitarr, keyboard (1995– )
- Liam Davison – gitarr, sång (1995–2007, 2007– )
- Iain Jennings – keyboard, bakgrundssång (1995–2006, 2007– )
- Andy Smith – basgitarr (2000– )
- Olivia Sparnenn Josh – sång, slagverk (2005– )
- Anne-Marie Helder – flöjt, keyboard, gitarr, slagverk, sång (2007– )
- Gavin Griffiths – trummor (2007, 2009– )

Tidigare medlemmar
- Bob Faulds – fiol (1995–2000)
- Kev Gibbons – flöjt (1995–1999)
- Heidi Widdop – sång (1995-1996)
- Alun Hughes – basgitarr, keyboard (1995–1996)
- Chris Walton – trummor (1995–1996)
- Stuart Carver – basgitarr (1996–2000)
- Allan Scott – trummor (1996–1999)
- Heather Findlay – sång, gitarr, keyboard, flöjt, slagverk (1996–2010)
- Angela Gordon – flöjt, keyboard, slagverk, sång (1999–2007)
- Rob McNeil – trummor (1999–2000)
- Jonathan Blackmore – trummor (2000–2004)
- Andrew Jennings – trummor (2004–2007)
- Chris Johnson – keyboard, gitarr, sång (2005–2007)
- Henry Bourne – trummor (2007–2008)
- Robbie Baxter – trummor (2008–2009)

## Diskografi
Studioalbum
- 1998 – For All We Shared...
- 1999 – The Spirit of Autumn Past
- 2001 – The Last Bright Light
- 2001 – Music Inspired by The Lord of the Rings
- 2003 – Passengers
- 2005 – Storms Over Still Water
- 2006 – Heart Full of Sky
- 2008 – Glass Shadows
- 2010 – Go Well Diamond Heart
- 2012 – The Ghost Moon Orchestra

Livealbum
- The Story So Far... (2001)
- Live in the USA (2003)
- The Fiddler's Shindig (2005)
- Live at the Canterbury Fayre (2003)
- Live at the Grand Opera House (2003)
- The Next Chapter (2003)
- The V Shows (2005)
- Storms over London Town (2006)
- Live 2009 (2009)
- That Night in Leamington (2010)
- Live at High Voltage (2011)
- Still Beautiful Live 2011 (2011)

Samlingsalbum
- Heroes Never Die (2002)
- Catch The Spirit - The Very Best Of Mostly Autumn... So Far (2002)
- Pass The Clock (2009)